# Colijnsplaat
Colijnsplaat es una localidad del municipio de Noord-Beveland, en la provincia de Zelanda (Países Bajos). Está situada a unos 20 km al noreste de Middelburg.
Hasta el 1 de abril de 1941 constituía un municipio independiente.
Existe en su área un altar dedicado a la diosa Nehalennia.
```
 
Wikimedia Commons
 alberga una categoría multimedia sobre 
Colijnsplaat
.
```

- Datos: Q538319
- Multimedia: Colijnsplaat / Q538319